# Concistori di papa Urbano VI

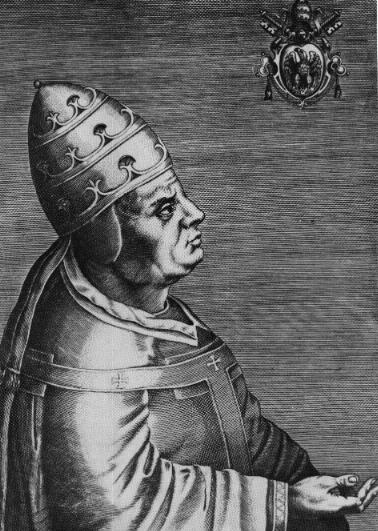
Papa Urbano VI

Questa voce raccoglie l'elenco completo dei concistori per la creazione di nuovi cardinali presieduti da papa Urbano VI, con l'indicazione di tutti i cardinali creati su cui si hanno informazioni documentarie (42 nuovi cardinali in 6 concistori). I nomi sono posti in ordine di creazione.

## 18 settembre 1378 (I)
- Tommaso da Frignano, O.F.M., patriarca di Grado; creato cardinale presbitero dei Santi Nereo e Achilleo (morto nel novembre 1381)
- Pileo da Prata, arcivescovo di Ravenna; creato cardinale presbitero di Santa Prassede; deposto dal cardinalato nel dicembre 1385, venne restaurato nel dicembre 1389 con lo stesso titolo da Papa Bonifacio IX (morto ca. 1400)
- Francesco Moricotti Prignani, nipote di Sua Santità, arcivescovo di Pisa; creato cardinale presbitero di Sant'Eusebio (morto nel febbraio 1394)
- Luca Rodolfucci de' Gentili, vescovo di Nocera Umbra; creato cardinale presbitero di San Sisto (morto nel gennaio 1389)
- Andrea Bontempi, vescovo di Perugia; creato cardinale presbitero dei Santi Marcellino e Pietro (morto nel luglio 1390)
- Bonaventura Badoer da Peraga, O.E.S.A., priore generale del suo Ordine; creato cardinale presbitero di Santa Cecilia (morto nel 1389); beato
- Niccolò Caracciolo Moschino, O.P., inquisitore del Regno di Sicilia; creato cardinale presbitero di San Ciriaco alle Terme Diocleziane (morto nel luglio 1389)
- Filippo Carafa, arcidiacono della Cattedrale di Bologna; creato cardinale presbitero dei Santi Silvestro e Martino ai Monti (morto nel maggio 1389)
- Galeotto Tarlati di Petramala, protonotario apostolico; creato cardinale diacono di Sant'Agata in Suburra (morto tra il 1397 e il 1400)
- Giovanni da Amelia, arcivescovo di Corfù; creato cardinale presbitero di Santa Sabina; deposto dal cardinalato nel gennaio 1385, venne giustiziato per alto tradimento nel dicembre 1385 o nel gennaio 1386 per ordine di Papa Urbano VI
- Filippo Ruffini, O.P., vescovo di Tivoli; creato cardinale presbitero di Santa Susanna (morto prima di maggio 1386)
- Poncello Orsini, vescovo di Aversa; creato cardinale presbitero di San Clemente (morto nel febbraio 1395)
- Bartolomeo Mezzavacca, vescovo di Rieti; creato cardinale presbitero di San Marcello (morto nel luglio 1396)
- Rainolfo de Monteruc, nipote di papa Innocenzo VI, vescovo di Sisteron; creato cardinale presbitero di Santa Pudenziana (morto nell'agosto 1382)
- Gentile di Sangro, protonotario apostolico; creato cardinale diacono di Sant'Adriano al Foro; deposto dal cardinalato nel gennaio 1385, venne giustiziato per alto tradimento nel dicembre 1385 o nel gennaio 1386 per ordine di papa Urbano VI
- Philippe d'Alençon de Valois, patriarca di Gerusalemme dei Latini, amministratore diocesano di Auch; creato cardinale presbitero di Santa Maria in Trastevere (morto nell'agosto 1397)
- Jan Očko z Vlaŝimi, arcivescovo di Praga; creato cardinale presbitero dei Santi XII Apostoli (morto nel gennaio 1380)
- Guglielmo Sanseverino, arcivescovo di Salerno; creato cardinale presbitero di Sant'Eusebio (morto prima di novembre 1378)
- Eleazario da Sabrano, vescovo di Chieti, penitenziere maggiore di Santa Romana Chiesa; creato cardinale presbitero di Santa Balbina (morto nell'agosto 1380)
- Dömötör Vaskúti, arcivescovo di Strigonio; creato cardinale presbitero dei Santi Quattro Coronati (morto nel 1386)
- Agapito Colonna, vescovo di Lisbona; creato cardinale presbitero di Santa Prisca (morto nell'ottobre 1380)
- Ludovico di Capua, protonotario apostolico; creato cardinale diacono di Santa Maria Nuova (morto ca. 1380)
- Stefano Colonna, protonotario apostolico, prevosto di Saint-Omer; creato cardinale diacono (morto nel 1378 o nel 1379, senza aver mai ricevuto la diaconia)
- Giovanni Fieschi, vescovo di Vercelli; creato cardinale presbitero di San Marco (morto prima di dicembre 1384)

## 21 dicembre 1381 (II)
- Adam Easton, O.S.B., professore di teologia all'Università di Oxford; creato cardinale presbitero di Santa Cecilia; deposto dal cardinalato e processato per alto tradimento nel gennaio 1385 da Papa Urbano VI, venne restaurato nel dicembre 1389 con lo stesso titolo da papa Bonifacio IX (morto nell'agosto 1398)
- Ludovico Donà, O.F.M., ministro generale del suo Ordine; creato cardinale presbitero di San Marco; deposto dal cardinalato nel gennaio 1385, venne giustiziato per alto tradimento nel dicembre 1385 o nel gennaio 1386 per ordine di papa Urbano VI
- Bartolomeo da Cogorno, O.F.M., arcivescovo di Genova; creato cardinale presbitero di San Lorenzo in Damaso; deposto dal cardinalato nel gennaio 1385, venne giustiziato per alto tradimento nel dicembre 1385 o nel gennaio 1386 per ordine di papa Urbano VI
- Francesco Renzio, parente di Sua Santità, protonotario apostolico; creato cardinale diacono di Sant'Eustachio (morto nel settembre 1390)
- Landolfo Maramaldo, arcivescovo eletto di Bari; creato cardinale diacono di San Nicola in Carcere (morto nell'ottobre 1415); deposto dal cardinalato nel dicembre 1385, venne restaurato nel dicembre 1389 con lo stesso titolo da papa Bonifacio IX
- Pietro Tomacelli, protonotario apostolico; creato cardinale diacono di San Giorgio in Velabro; poi eletto papa Bonifacio IX il 2 novembre 1389 (morto nell'ottobre 1404)

## Verso il 1383 (III-V)
- Marino del Giudice, arcivescovo di Taranto; creato cardinale presbitero di Santa Pudenziana; deposto dal cardinalato nel dicembre 1385, venne giustiziato per alto tradimento nel dicembre 1385 o nel gennaio 1386 per ordine di papa Urbano VI
- Tommaso Orsini, protonotario apostolico; creato cardinale diacono di Santa Maria in Domnica (morto nel luglio 1390)
- Guglielmo di Capua, arcivescovo di Salerno; creato cardinale diacono di Santa Maria in Cosmedin (morto nel luglio 1389)

## 17 dicembre 1384 (VI)
- Bálint Alsáni, vescovo di Pécs; creato cardinale presbitero di Santa Sabina (morto nel novembre 1408)
- Angelo Acciaioli, vescovo di Firenze; creato cardinale presbitero di San Lorenzo in Damaso (morto nel maggio 1408)
- Francesco Carbone, O.Cist., vescovo di Monopoli; creato cardinale presbitero di Santa Susanna (morto nel giugno 1405)
- Marino Bulcani, nipote di Sua Santità, protonotario apostolico; creato cardinale diacono di Santa Maria Nuova (morto nell'agosto 1394)
- Rinaldo Brancaccio, membro della Casa Pontificia, protonotario apostolico; creato cardinale diacono dei Santi Vito e Modesto (morto nell'ottobre 1427)
- Francesco Castagnola, protonotario apostolico; creato cardinale diacono (morto nel novembre 1385, senza aver mai ricevuto la diaconia)
- Ludovico Fieschi, vescovo eletto di Vercelli; creato cardinale diacono di Sant'Adriano al Foro (morto nell'aprile 1423)
- Stefano Palosio, vescovo di Todi; creato cardinale presbitero di San Marcello (morto nell'aprile 1396)
- Angelo d'Anna de Sommariva, O.S.B.Cam., presbitero; creato cardinale diacono di Santa Lucia in Septisolio (morto nel luglio 1428)

## Fonti
- (EN) Current and historical information about the Bishops and Dioceses of the Catholic Hierarchy around the world, su catholic-hierarchy.org.
- (EN) Salvador Miranda, Urban VI, su fiu.edu – The Cardinals of the Holy Roman Church, Florida International University. URL consultato il 29 luglio 2015.